# Voulez-Vous (chanson)
Singles de ABBA
Does Your Mother Know
(1979) Angeleyes
(1979)
Clip vidéo
[vidéo] « Voulez-Vous », sur YouTube
Voulez-Vous est une chanson du groupe de musique suédois ABBA, extraite de l’album du même nom. Elle est sortie le 2 juillet 1979 comme troisième single de l'album.
En France, elle est sortie chez Disques Vogue. En Suède, la chanson est uniquement sortie en maxi 45 tours promotionnel sur le label Polar avec en face B Does Your Mother Know. Au Royaume-Uni, en Irlande et en Italie, Voulez-Vous est sortie chez Epic Records en tant que double face A avec Angeleyes, alors que presque partout ailleurs, Voulez-Vous est sorti en simple face A. Le single double face A est, depuis septembre 2021, la 13e chanson d'ABBA la plus vendue au Royaume-Uni.

## Enregistrement et éditions
Écrite et composée par Benny et Björn, la chanson est enregistrée le 1er février 1979. Agnetha Fältskog et Anni-Frid Lyngstad se partagent le chant. Elle contient un passage en français : « la question c'est voulez-vous ? ».
Voulez-Vous a eu comme titres provisoires X et Amerika. Un voyage d'écriture aux Bahamas fin janvier 1979 a vu la naissance de cette chanson disco,, et la proximité de Miami, aux États-Unis a permis d'enregistrer la piste d'accompagnement aux studios Criteria avec les membres du groupe disco Foxy (en). Voulez-Vous est la seule chanson d'ABBA — à l'exception des enregistrements en public — à avoir été enregistrée en dehors de la Suède.
La chanson figure également sur l'album ABBA Gold: Greatest Hits, d'abord sous la forme d'une version courte de 4:21 lors de la première sortie de la compilation en 1992, puis dans sa version complète de 5:09 à partir de 1999. Angeleyes figure sur la compilation More ABBA Gold: More ABBA Hits. Voulez-Vous a été réédité en tant que single en 1992 pour promouvoir ABBA Gold. Voulez-Vous est également la seule chanson d'ABBA à avoir été officiellement sortie sous la forme d'un remix dance étendu, même si ce n'est qu'à titre promotionnel. La version longue de 6 minutes 07 de la chanson, sortie en tant que double face A d'un single maxi 45 tours de 30 centimetres par Atlantic Records aux États-Unis en 1979, a été incluse en tant que titre bonus sur la compilation The Definitive Collection de 2001.

## Réception
Dans le magazine Billboard, Voulez-Vous est décrite comme l'une des « chansons les plus dynamiques d'ABBA » et contenant des « accents musicaux presque russes ». Un critique musical écrit dans le magazine Cash Box que la chanson marque « un retour à l'euro-pop chatoyante avec un rythme disco joyeux et des cuivres brillants » et fait l'éloge de la prestation vocale.
La chanson s'est notamment classée en tête des hit-parades en Belgique néerlandophone et en Israël ainsi que dans le top 3 au Royaume-Uni, en Irlande et aux Pays-Bas.

## Liste des titres
| A. | Voulez-Vous | 5:11 |
| B. | Angeleyes   | 4:20 |

| A.  | Angeleyes   | 4:20 |
| AA. | Voulez-Vous | 5:11 |

| A. | Voulez-Vous           | 5:11 |
| B. | Does Your Mother Know | 3:13 |

## Crédits
- Agnetha Fältskog – chant
- Anni-Frid Lyngstad – chant
- Benny Andersson – claviers, synthétiseurs, chœurs, production
- Björn Ulvaeus – guitare, chœurs, production

Musiciens additionnels et production
- Joe Galdo – batterie
- Ish Ledesma – guitare
- Arnold Paseiro – basse
- George Terry – guitare
- Michael B. Tretow – ingénieur du son

## Classements et certifications
| Classement (1979)                      | Meilleures positions |
| -------------------------------------- | -------------------- |
| Allemagne de l'Ouest (Media Control)   | 14                   |
| Australie (Kent Music Report)          | 79                   |
| Belgique (Flandre Ultratop 50 Singles) | 1                    |
| Belgique (Flandre BRT Top 30)          | 1                    |
| Canada (Top Singles)                   | 87                   |
| Espagne (AFYVE)                        | 5                    |
| États-Unis (Hot 100)                   | 80                   |
| États-Unis (Adult Contemporary)        | 37                   |
| États-Unis (Cash Box Top 100)          | 85                   |
| États-Unis (Record World)              | 77                   |
| Finlande (Suomen virallinen lista)     | 20                   |
| France (IFOP)                          | 12                   |
| Irlande (IRMA)                         | 3                    |
| Israël (IBA)                           | 1                    |
| Japon (Oricon)                         | 18                   |
| Pays-Bas (Nederlandse Top 40)          | 4                    |
| Pays-Bas (Single Top 100)              | 3                    |
| Royaume-Uni (UK Singles Chart)         | 3                    |
| Suisse (Schweizer Hitparade)           | 9                    |

| Classement (1979)               | Position |
| ------------------------------- | -------- |
| Belgique (Ultratop 50 Flanders) | 15       |
| Pays-Bas (Nederlandse Top 40)   | 54       |
| Pays-Bas (Nationale Hitparade)  | 83       |
| Royaume-Uni (Music Week)        | 51       |

### Certifications
| Région                                          | Certification | Ventes/Streams |
| ----------------------------------------------- | ------------- | -------------- |
| Royaume-Uni (BPI) ventes numériques depuis 2004 | Or            | 400 000‡       |
| ‡ventes/streaming selon la certification        |               |                |